# 4-та танкова армія (СРСР)
Четве́рта та́нкова а́рмія (4 ТА) — танкова армія у складі Збройних сил СРСР з 1 серпня по 22 жовтня 1942 та з 15 липня 1943 по 17 березня 1945.

## Склад

### Перше формування
- 22-й танковий корпус;
- 23-й танковий корпус;
- 133-тя танкова бригада;
- 18-та стрілецька дивізія;
- 5-та винищувальна протитанкова артилерійська бригада;
- Окремі частини.

### Друге формування
- 5-й танковий корпус (з 26.07.1943 по 04.08.1943);
- 11-й танковий корпус (з 07.07.1943 по 31.08.1943);
- 30-й танковий корпус (з 07.07.1943);
- 25-й танковий корпус (з 27.07.1943 по 10.08.1943);
- 5-й гвардійський механізований корпус (з 24.03.1943);
- 6-й гвардійський механізований корпус (з 07.07.1943);
- 49-та механізована бригада;
- 51-ша мотоциклетний полк;
- 1545-й самохідно-артилерійський полк;
- 118-й полк зв'язку;
- 51-й розвідувальний батальйон;
- 88-й мотоінженерний батальйон.

## Командування
- Командувачі:
  - генерал-майор Крючонкін В. Д. (серпень — 14 жовтня 1942);
  - генерал-лейтенант Батов П. І. (14 — 23 жовтня 1942);
  - генерал-лейтенант танкових військ Баданов В. М. (липень 1943 — березень 1944);
  - генерал-лейтенант Лелюшенко Д. Д. (березень 1944 — березень 1945).